# Myths of the Near Future
Myths of the Near Future é o álbum de estreia da banda britânica de dance-punk, Klaxons. O nome do álbum é insipirado em uma coletânea de histórias do famoso escritor inglês, J. G. Ballard. 

## Faixas
| N.º | Título                                                            | Duração |  |
| 1.  | "Two Receivers"                                                   | 4:18    |  |
| 2.  | "Atlantis to Interzone"                                           | 3:18    |  |
| 3.  | "Golden Skans"                                                    | 2:45    |  |
| 4.  | "Totem on the Timeline"                                           | 2:41    |  |
| 5.  | "As Above, So Below"                                              | 3:58    |  |
| 6.  | "Isle of Her"                                                     | 3:54    |  |
| 7.  | "Gravity's Rainbow"                                               | 2:37    |  |
| 8.  | "Forgotten Works"                                                 | 3:26    |  |
| 9.  | "Magick"                                                          | 3:30    |  |
| 10. | "It's Not Over Yet" (Rob Davies/Paul Oakenfold/Michael Wyzgowski) | 3:35    |  |
| 11. | "Four Horsemen of 2012"                                           | 19:42   |  |

## Avaliação crítica
Myths of the Near Future recebeu elogios de muitas publicações musicais e obteve sucesso nas paradas britânicas.
| Críticas profissionais | Críticas profissionais |
| Pontuações agregadas   | Pontuações agregadas   |
| Fonte                  | Avaliação              |
| ---------------------- | ---------------------- |
| Metacritic             | 71/100                 |
| Avaliações da crítica  |                        |
| Fonte                  | Avaliação              |
| Allmusic               | [ 2 ]                  |
| Blender                | [ 3 ]                  |
| Pitchfork              | 7,5/10                 |
| The Guardian           | [ 5 ]                  |
| NME                    | 9/10                   |
| Rolling Stone          | [ 7 ]                  |

## Paradas musicais
Este álbum estreou na segunda posição das paradas britânicas, atrás apenas do disco Not Too Late da cantora Norah Jones. Desde seu lançamento em janeiro de 2007, Myths of the Near Future continuou nas paradas. O álbum encerrou seu primeiro ano com 274 000 cópias comercializadas no Reino Unido. Em setembro de 2011, o número de unidades vendidas tinha subido para 340 000.